# Chung kết Cúp C1 châu Âu 1965
Trận chung kết Cúp C1 châu Âu năm 1965 là trận chung kết thứ mười của Cúp các đội vô địch bóng đá quốc gia châu Âu, ngày nay là UEFA Champions League. Đây là trận đấu giữa Inter Milan của Ý và S.L. Benfica của Bồ Đào Nha trên San Siro ở Milan vào ngày 27 tháng 5 1965. Với chiến thắng 1–0, Inter Milan giành Cúp C1 châu Âu lần thứ hai liên tiếp.

## Đường đến trận chung kết
| Inter Milan      | Inter Milan | Inter Milan | Inter Milan | Vòng           | Benfica           | Benfica    | Benfica | Benfica |
| ---------------- | ----------- | ----------- | ----------- | -------------- | ----------------- | ---------- | ------- | ------- |
| Đối thủ          | Tổng tỉ số  | Lượt đi     | Lượt về     |                | Đối thủ           | Tổng tỉ số | Lượt đi | Lượt về |
| Bye              | Bye         | Bye         | Bye         | Prelim. round  | Aris Bonnevoie    | 10–2       | 5–1 (A) | 5–1 (H) |
| Dinamo București | 7–0         | 6–0 (H)     | 1–0 (A)     | First round    | La Chaux-de-Fonds | 6–1        | 1–1 (A) | 5–0 (H) |
| Rangers          | 3–2         | 3–1 (H)     | 0–1 (A)     | Quarter-finals | Real Madrid       | 6–3        | 5–1 (H) | 1–2 (A) |
| Liverpool        | 4–3         | 1–3 (A)     | 3–0 (H)     | Semi-finals    | Vasas ETO Győr    | 5–0        | 1–0 (A) | 4–0 (H) |

## Chi tiết trận đấu
| Inter Milan | 1–0 | Benfica |
| ----------- | --- | ------- |
| Jair 43'    |     |         |

| Inter Milan | Benfica |

| INTER MILAN:                                      |    |                    |
|                                                   |    |                    |
| TM                                                | 1  | Giuliano Sarti     |
| HV                                                | 2  | Tarcisio Burgnich  |
| HV                                                | 3  | Giacinto Facchetti |
| HV                                                | 4  | Gianfranco Bedin   |
| HV                                                | 5  | Aristide Guarneri  |
| TV                                                | 6  | Armando Picchi     |
| TV                                                | 7  | Jair da Costa      |
| TV                                                | 8  | Sandro Mazzola     |
| TV                                                | 9  | Joaquín Peiró      |
| TĐ                                                | 10 | Luis Suárez        |
| TĐ                                                | 11 | Mario Corso        |
| Huấn luyện viên:                                  |    |                    |
| Helenio Herrera Trợ lý trọng tài Trọng tài thứ tư |    |                    |

| SL BENFICA:      |    |                          |
|                  |    |                          |
| TM               | 1  | Alberto da Costa Pereira |
| HV               | 2  | Domiciano Cavém          |
| HV               | 3  | Fernando Cruz            |
| HV               | 4  | Germano                  |
| HV               | 5  | Raúl Machado             |
| TV               | 6  | José Neto                |
| TV               | 7  | Mário Coluna             |
| TV               | 8  | José Augusto             |
| TV               | 9  | Eusébio                  |
| TĐ               | 10 | José Augusto Torres      |
| TĐ               | 11 | António Simões           |
| Huấn luyện viên: |    |                          |
| Elek Schwartz    |    |                          |